# Destined to Be Yours
Destined to Be Yours est une série télévisée philippine diffusée entre le 27 février et le 26 mai 2017 sur GMA Network.

## Synopsis
L'histoire tourne autour de Benjie et Sinag. Lorsque Benjie est affecté à un projet professionnel à Pelangi, il fait la connaissance de Sinag. Ils finissent tous les deux par tomber amoureux l'un de l'autre.

## Distribution

### Acteurs principaux
- Alden Richards : Benjamin «Benjie/Benj» Rosales
- Maine Mendoza : Sinag «DJ Sunshine/DJ Madam Damin» Obispo-Rosales

### Acteurs secondaires
- Boots Anson-Roa : Helen Rosales
- Gardo Versoza : Teddy Obispo
- Lotlot de Leon : Amanda Rosales
- Tommy Abuel : Vicente Rosales III
- Ronnie Henares : Dante Escobar
- Sheena Halili : Ninay
- Ina Feleo : Catalina Rosales
- Dominic Roco : Jason Abesamis
- Juancho Trivino : Badong
- RJ Padilla : Arman
- Koreen Medina : Marjorie Escobar
- Janice de Belen : Sally Obispo

### Acteurs récurrents
- Will Ashley de Leon : Sol Obispo
- Kim Belles : Tala Obispo
- Ervic Vijandre : Elton Vasquez
- Thea Tolentino : Patricia «Trish» Villanueva
- Jackie Lou Blanco : Ramona Villanueva

## Diffusion
- GMA Network (2017)
- GMA Pinoy TV (2017)